# Aliança do Norte (Myanmar)
Aliança do Norte (birmanês:  မြန်မာပြည်မြောက်ပိုင်း မဟာမိတ်တပ်ဖွဲ့) é uma coalizão militar em Mianmar (Birmânia) composta por quatro grupos insurgentes étnicos: o Exército do Arracão, o Exército Independente Kachin, o Exército da Aliança Democrática Nacional de Myanmar e o Exército de Libertação Nacional Ta'ang. Desde dezembro de 2016, a Aliança do Norte tem estado em confrontos militares ferozes com o Tatmadaw (Forças Armadas de Mianmar) nas cidades de Muse, Mong Ko, Pang Hseng, Namhkam e Kutkai no Estado de Shan.